# Данило Мишковић
Данило Мишковић (Бошњане, 19. мај 1941), српски је композитор народне музике и хармоникаш.

## Биографија
Одрастао је у родном Бошњану (Варварин) где је завршио четири разреда основне школе, а хармонику учио од браће Ђурице и Аце Ћирковића. Брзо се афирмише по Темнићу наступајући на прославама, па као познат хармоникаш снима плоче народне музике и прави трајне снимке народних кола, уз компоновање песама за певаче народне музике. У селу Бошњану од 1986. породица Мишковић има студио са опремом, па Данило са сином Србољубом, такође познатим хармоникашем, прати на снимцима многе певаче. Данило Мишковић је имао успешне дугогодишње наступе са групом музичара Жилић - Цацић, са Синишом Матејићем, Драгославом Поповићем Дракчетом, Милетић Живомиром Жилетом, а повремене контакте и са Ђурицом Ћирковићем у Београду. Са овим музичарима гостује по Аустрији и Немачкој, свирајући концерте и свадбе.
Данило је познат хармоникаш, педагог, студијски музичар и композитор, па се из поменутог може доћи до закључка да је најкомплетнији музичар у Темнићу и шире. Компоновао је "Мој живот је рушевина стара", "Живот пише романе", "Ја сам спортски риболовац", "Стара кућа стари цреп", "Није живот у чашама вина" и многе друге. Био је ексклузиван члан неколико дискографских кућа, где је снимао материјале како за себе, (претежно народна кола) тако и пратећи велики број певача народне музике.

## Дискографија
- 1969: Данило Мишковић и Живомир Милетић
- 1971: Нова Крушевљанка
- 1973: Дует Мишковић - Милетић - Народна кола
- 1973: Кола
- 1974: Девојачко момачки заплет
- 1975: Дует Мишковић - Милетић - Народна кола
- 1975: Дует Мишковић - Милетић - Момачка шетња
- 1978: Дует Мишковић - Милетић - Вихор коло
- 1979: Народна кола
- 1981: Кола
- 1986: Данило и Србољуб Мишковић
- 1993: Народна кола
- 2000: Хит кола